# Marek Jerzy Moszyński

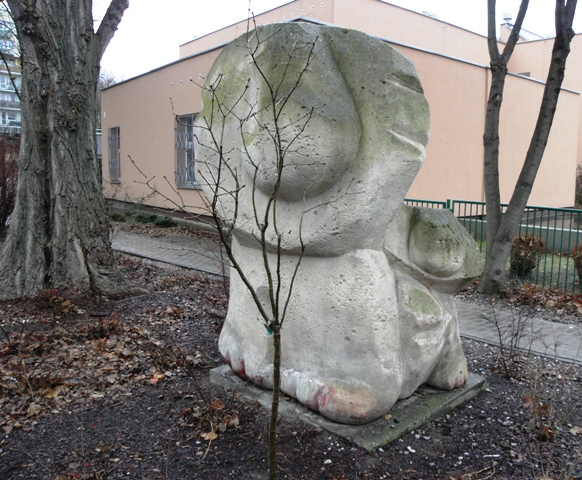
„Lwy” – jedna z rzeźb powstałych w pleneru na Ursynowie w 1977

Marek Jerzy Moszyński (ur. 12 marca 1937 w Radomiu, zm. 7 października 2010 w Warszawie) – polski rzeźbiarz i nauczyciel.

## Życiorys
W 1964 roku ukończył z wynikiem bardzo dobrym Wydział Rzeźby Akademii Sztuk Pięknych w Warszawie, w pracowni prof. Mariana Wnuka. Członek Związku Polskich Artystów Plastyków (ZPAP).
Wypowiadał się w różnych formach sztuki. Rzeźbił i malował. Brał udział w wystawach zbiorowych, festiwalach sztuki, w konkursach rzeźbiarskich i konkursach na projekt znaczka pocztowego.
Obok działalności twórczej angażował się w pracę dydaktyczno-wychowawczą. Organizował i prowadził autorskie pracownie rysunku i malarstwa dla młodzieży zainteresowanej rozwijaniem zdolności plastycznych oraz pasji twórczych. Pracował w warszawskich placówkach kulturalno-oświatowych: w latach 1971-1986 w Młodzieżowym Domu Kultury im. Wł. Broniewskiego, 1988-1990 w Państwowym Ognisku Artystycznym w Warszawie, a w latach 1990-2005 w Młodzieżowym Domu Kultury „Muranów” im. C. K. Norwida. Między 1986 a 1988 zatrudniony był w Centrum Sztuki Współczesnej, w którym prowadził regularne konsultacje dla młodzieży.
W 2005 roku zakończył działalność dydaktyczną.
W 2011 roku została wydana pośmiertnie książka napisana w 1989 roku pt. Asocjacje '89 słowami Dziadów Adama Mickiewicza wyraził Marek Jerzy Moszyński (ISBN 978-83-932597-0-0). Wydawnictwo zostało wzbogacone ilustracjami autora. W 2012 roku ukazała się kolejna książka pt. Parafraza Hamleta Szekspira (ISBN 978-83-932597-1-7).

## Nagrody i wyróżnienia
Za osiągnięcia w pracy pedagogicznej otrzymał:
- 1979 - Nagrodę Ministra Oświaty i Wychowania
- 1982 - od Ministra Kultury i Sztuki odznakę „Zasłużony Działacz Kultury” (leg. nr 4265-5-82)
- 2002 - od Ministra Edukacji Narodowej i Sportu „Medal Komisji Edukacji Narodowej” (leg. nr 81422)

## Wybrane prace
- Frasobliwy z Hiroszimy (1962)
- Światowid (1966) - rzeźba w drzewie dla statku m/s „Radom”
- cykle obrazów Pożegnania i Warszawska Ballada (1970–1972) - prezentowane na wystawach zbiorowych i festiwalach sztuki organizowanych przez ZPAP
- tablica poświęcona prof. Kazimierzowi Kumanieckiemu (1977) - Katedra Filologii Klasycznej Uniwersytetu Warszawskiego, ul. Krakowskie Przedmieście 1

Rzeźba plenerowa:
- Herkules walczący z Anteuszem (1979), wapień, Warszawa, Ursynów, ul. Koncertowa 9
- Lwy (1979), wapień – Warszawa, Ursynów, ul. Puszczyka 6[3]
- Głowa Franciszka Liszta (1976), piaskowiec, Nyiregyhaza, Węgry, w ramach pleneru organizowanego przez ZPAP i Związek Plastyków Węgierskich
- Głowa Ludwiga van Beethovena (1977), piaskowiec, w ramach pleneru organizowanego przez ZPAP i Związek Plastyków NRD (po plenerze rzeźbę eksponowano w Treptow Park w Berlinie)
- Stojąca z dzieckiem (1979), piaskowiec, w ramach pleneru organizowanego przez ZPAP i Związek Plastyków NRD (po plenerze rzeźbę eksponowano w Usti nad Łabą)
- Alegoria Polski Walczącej dla Rodzin Zakroczymskich, marmur sławniowicki, odsłonięcie 15 listopada 2009, Rondo Rodzina Zakroczymska w Zakroczymiu

Był również autorem projektu pomnika Janusza Korczaka dla Warszawy (1979).